# West Air Luxembourg
West Air Luxembourg s.a. — люксембурзька дочірня компанія шведської вантажної авіакомпанії Air West Sweden, що базується в місті Гетеборг. Компанія заснована в 2002 році і працює в основному як постачальник експрес-пошти для TNT, DHL, FedEx та UPS. Флот компанії складається з восьми літаків BAe ATP і одного ATR-72
. Обидва типу літака можуть нести комерційну навантаження до 8500 кг. Загальна чисельність персоналу 70 осіб, з них 48 пілотів та 7 техніків.